# Amit Chaudhuri
Compléments
Royal Society of Literature
Amit Chaudhuri, né à Calcutta en 15 mai 1962 , est un écrivain et chanteur indien.

## Œuvres traduites en français
- Une étrange et sublime adresse. Et neuf histoires [« A Strange and Sublime Address »], trad. de Simone Manceau, Arles, France, Éditions Philippe Picquier, 2004, 236 p.  (ISBN 2-87730-705-0)
- Râga d'après-midi [« Afternoon Raag »], trad. de Simone Manceau, Arles, France, Éditions Philippe Picquier, 2005, 142 p.  (ISBN 2-87730-783-2)
- Un nouveau monde [« A New World »], trad. de Simone Manceau, Arles, France, Éditions Philippe Picquier, 2007, 222 p.  (ISBN 978-2-87730-969-1)
- Les Immortels [« The Immortals »], trad. de Simone Manceau, Paris, Éditions Aux Forges de Vulcain, coll « Littératures », 2012, 392 p.  (ISBN 978-2-919176-17-5)[1]
- Calcutta. Deux ans dans la ville [« Calcutta: Two Years in the City »], Paris, Éditions Hoëbeke, 2014, 320 p.  (ISBN 978-2-84230-498-0)
- Ami de ma jeunesse [« Friend of My Youth »], trad. de Simone Manceau, Paris, Éditions Globe, 2019, 162 p.  (ISBN 978-2211300803)